# Кубок світу з тріатлону 2014
Кубок світу з тріатлону в 2014 році складався з десяти окремих турнірів. Їх організатором була Міжнародна федерація тріатлону. Шість турнірів пройшли на олімпійській дистанції (плавання — 1,5 км, велогонка — 40 км і біг — 10 км), а чотири — на вдвічі коротшій спринтерській.

## Календар
| Дата          | Місто       | Повіт          |
| ------------- | ----------- | -------------- |
| 15 березня    | Мулулаба    | Австралія      |
| 23 березня    | Нью-Плімут  | Нова Зеландія  |
| 10–11 травня  | Ченду       | КНР            |
| 15 червня     | Уатулько    | Мексика        |
| 26–27 липня   | Цзяюйгуань  | КНР            |
| 9–10 серпня   | Тисауйварош | Угорщина       |
| 27–28 вересня | Аланія      | Туреччина      |
| 5 жовтня      | Косумель    | Мексика        |
| 12 жовтня     | Картахена   | Колумбія       |
| 18 жовтня     | Тхоньєн     | Південна Корея |

## Результати

### Мулулаба
| Місце    | Чоловіки      | Чоловіки  | Чоловіки | Жінки          | Жінки  | Жінки    |
| Місце    | Тріатлоніст   | Країна    | Час      | Тріатлоністка  | Країна | Час      |
| -------- | ------------- | --------- | -------- | -------------- | ------ | -------- |
|          | Маріо Мола    | Іспанія   | 00:54:18 | Гвен Йоргенсен | США    | 00:59:55 |
|          | Річард Мюррей | ПАР       | 00:54:37 | Кеті Заферс    | США    | 01:00:10 |
|          | Свен Рідерер  | Швейцарія | 00:55:04 | Ай Уеда        | Японія | 01:00:14 |
| Джерело: |               |           |          |                |        |          |

### Нью-Плімут
| Місце    | Чоловіки     | Чоловіки   | Чоловіки | Жінки          | Жінки           | Жінки    |
| Місце    | Тріатлоніст  | Країна     | Час      | Тріатлоністка  | Країна          | Час      |
| -------- | ------------ | ---------- | -------- | -------------- | --------------- | -------- |
|          | Маріо Мола   | Іспанія    | 00:52:30 | Кеті Заферс    | США             | 00:57:27 |
|          | Хав'єр Гомес | Іспанія    | 00:52:33 | Андреа Г'юїтт  | Нова Зеландія   | 00:57:38 |
|          | Жуан Сільва  | Португалія | 00:52:56 | Джоді Стімпсон | Велика Британія | 00:57:39 |
| Джерело: |              |            |          |                |                 |          |

### Ченду
| Місце    | Чоловіки        | Чоловіки | Чоловіки | Жінки             | Жінки     | Жінки    |
| Місце    | Тріатлоніст     | Країна   | Час      | Тріатлоністка     | Країна    | Час      |
| -------- | --------------- | -------- | -------- | ----------------- | --------- | -------- |
|          | Віан Сульвальд  | ПАР      | 01:48:47 | Джилліан Бекгауз  | Австралія | 02:01:04 |
|          | Кевін Макдавелл | США      | 01:48:48 | Джессіка Бродерік | США       | 02:01:33 |
|          | Орельєн Лебрун  | Франція  | 01:48:59 | Клер Мішель       | Бельгія   | 02:01:46 |
| Джерело: |                 |          |          |                   |           |          |

### Уатулько
| Місце    | Чоловіки         | Чоловіки  | Чоловіки | Жінки         | Жінки    | Жінки    |
| Місце    | Тріатлоніст      | Країна    | Час      | Тріатлоністка | Країна   | Час      |
| -------- | ---------------- | --------- | -------- | ------------- | -------- | -------- |
|          | Лусіано Такконе  | Аргентина | 02:01:58 | Ай Уеда       | Японія   | 02:14:52 |
|          | Давіде Уччелларі | Італія    | 02:02:08 | Клаудія Рівас | Мексика  | 02:15:19 |
|          | Орельєн Лескур   | Франція   | 02:02:09 | Матея Шимич   | Словенія | 02:16:48 |
| Джерело: |                  |           |          |               |          |          |

### Цзяюйгуань
| Місце    | Чоловіки               | Чоловіки | Чоловіки | Жінки            | Жінки  | Жінки    |
| Місце    | Тріатлоніст            | Країна   | Час      | Тріатлоністка    | Країна | Час      |
| -------- | ---------------------- | -------- | -------- | ---------------- | ------ | -------- |
|          | Володимир Турбаєвський | Росія    | 01:49:54 | Марія Чесник     | Польща | 02:00:10 |
|          | Джаррод Шімейкер       | США      | 01:49:57 | Юрі Като         | Японія | 02:00:33 |
|          | Ігор Полянський        | Росія    | 01:50:00 | Дітте Крістенсен | Данія  | 02:00:47 |
| Джерело: |                        |          |          |                  |        |          |

### Тисауйварош
| Місце    | Чоловіки         | Чоловіки    | Чоловіки | Жінки           | Жінки      | Жінки |
| Місце    | Тріатлоніст      | Країна      | Час      | Тріатлоністка   | Країна     | Час   |
| -------- | ---------------- | ----------- | -------- | --------------- | ---------- | ----- |
|          | Акош Ванек       | Угорщина    | 53:51    | Рахель Кламер   | Нідерланди | 59:31 |
|          | Ростислав Пєвцов | Азербайджан | 53:52    | Маргіт Ванек    | Угорщина   | 59:38 |
|          | Габор Фалдум     | Угорщина    | 53:53    | Памела Олівейра | Бразилія   | 59:45 |
| Джерело: |                  |             |          |                 |            |       |

### Аланія
| Місце    | Чоловіки             | Чоловіки  | Чоловіки | Жінки            | Жінки      | Жінки   |
| Місце    | Тріатлоніст          | Країна    | Час      | Тріатлоністка    | Країна     | Час     |
| -------- | -------------------- | --------- | -------- | ---------------- | ---------- | ------- |
|          | Свен Рідерер         | Швейцарія | 1:45:57  | Майке Кайлерс    | Нідерланди | 1:59:31 |
|          | Алессандро Фабіан    | Італія    | 1:46:03  | Вендула Фрінтова | Чехія      | 2:00:01 |
|          | Давид Кастро Фахардо | Іспанія   | 1:46:11  | Юлія Єлістратова | Україна    | 2:00:02 |
| Джерело: |                      |           |          |                  |            |         |

### Косумель
| Місце    | Чоловіки         | Чоловіки | Чоловіки | Жінки            | Жінки     | Жінки |
| Місце    | Тріатлоніст      | Країна   | Час      | Тріатлоністка    | Країна    | Час   |
| -------- | ---------------- | -------- | -------- | ---------------- | --------- | ----- |
|          | Етьєн Дімунш     | Франція  | 51:55    | Нікола Шпіріг    | Швейцарія | 58:47 |
|          | Джаррод Шімейкер | США      | 51:59    | Ліза Пертерер    | Австрія   | 58:55 |
|          | Джо Малой        | США      | 52:00    | Юлія Єлістратова | Україна   | 58:58 |
| Джерело: |                  |          |          |                  |           |       |

### Картахена
| Місце    | Чоловіки       | Чоловіки  | Чоловіки | Жінки            | Жінки     | Жінки   |
| Місце    | Тріатлоніст    | Країна    | Час      | Тріатлоністка    | Країна    | Час     |
| -------- | -------------- | --------- | -------- | ---------------- | --------- | ------- |
|          | П'єр Ле Корре  | Франція   | 1:45:40  | Нікола Шпіріг    | Швейцарія | 1:55:21 |
|          | Свен Рідерер   | Швейцарія | 1:46:09  | Пола Фіндлей     | Канада    | 1:55:30 |
|          | Доріан Конінкс | Франція   | 1:46:17  | Катрін Верстейфт | Бельгія   | 1:55:46 |
| Джерело: |                |           |          |                  |           |         |

### Тхоньєн
| Місце    | Чоловіки     | Чоловіки | Чоловіки | Жінки         | Жінки      | Жінки   |
| Місце    | Тріатлоніст  | Країна   | Час      | Тріатлоністка | Країна     | Час     |
| -------- | ------------ | -------- | -------- | ------------- | ---------- | ------- |
|          | Генрі Шуман  | ПАР      | 1:48:15  | Емма Джексон  | Австралія  | 2:00:44 |
|          | Бен Кануте   | США      | 1:48:34  | Ай Уеда       | Японія     | 2:00:46 |
|          | Томмі Заферс | США      | 1:48:40  | Майке Кайлерс | Нідерланди | 2:00:59 |
| Джерело: |              |          |          |               |            |         |

## Учасники
Українські тріатлоністи брали участь у дев'яти етапах:
| Місто       | Чоловіки                                      | Жінки                                      |
| ----------- | --------------------------------------------- | ------------------------------------------ |
| Нью-Плімут  | Єгор Мартиненко (44) Іван Іванов (53)         |                                            |
| Ченду       | Сюткін Олексій (53)                           | Інна Рижих (11) Олександра Степаненко (23) |
| Уатулько    | Данило Сапунов (7)                            |                                            |
| Цзяюйгуань  | Іван Іванов (5) Данило Сапунов (27)           | Юлія Єлістратова (21)                      |
| Тисауйварош | Сергій Курочкін Дмитро Олійник Сюткін Олексій | Олександра Степаненко                      |
| Аланія      | Єгор Мартиненко                               | Юлія Єлістратова (3)                       |
| Косумель    |                                               | Юлія Єлістратова (3)                       |
| Картахена   |                                               | Юлія Єлістратова (20)                      |
| Тхоньєн     | Данило Сапунов (50) Іван Іванов (60)          |                                            |